# 哈拉新镇
哈拉新镇，是西班牙卡斯蒂利亚-拉曼恰昆卡省的一个市镇。总面积156平方公里，总人口2563人（2001年），人口密度16人/平方公里。